# Leçons de piano et pièges mortels
 (avril 2025).
Motif : ou sont les références secondaires centrées qui démontrent l'admissibilité ?
- Archive Wikiwix
- Bing
- Cairn
- DuckDuckGo
- E. Universalis
- Gallica
- Google
- G. Books
- G. News
- G. Scholar
- Persée
- Qwant
- (zh) Baidu
- (ru) Yandex
- (wd) trouver des œuvres sur Wikidata

| 1. | Préciser le motif de la pose du bandeau. | Précisez le motif de la pose du bandeau en utilisant la syntaxe suivante : {{admissibilité à vérifier\|date=mai 2025\|motif=remplacez ce texte par le motif}}                                          |
| 2. | Informer les utilisateurs concernés.     | Pensez à avertir le créateur de l'article, par exemple, en insérant le code ci-dessous sur sa page de discussion : {{subst:avertissement admissibilité à vérifier\|Leçons de piano et pièges mortels}} |

Leçons de piano et pièges mortels (Piano Lessons Can Be Murder) est un roman fantastique et horrifique américain pour la jeunesse de la collection de livres Chair de poule écrite par R. L. Stine.
En France, il est le 19e roman de la série, et est paru le 2 juillet 1996. Dans l'édition américaine originale, il est le 13e livre de la collection, paru en novembre 1993.
Ce roman a, par la suite, été adapté en épisode pour la série télévisée éponyme Chair de poule.

## Résumé
Jérôme (Jerry dans la version originale américaine du livre et dans l'adaptation télévisée) est un garçon de 12 ans qui vient d'emménager dans une vieille et grande maison. Dans son grenier, il trouve un beau piano abandonné par les anciens propriétaires. Toutes les nuits, il entend jouer un petit air triste au piano. Il décide de prendre des leçons de piano mais les histoires que l'on raconte sur son professeur sont vraiment effrayantes ; de plus son professeur trouve vraiment ses mains parfaites. Cela a-t-il un rapport avec les histoires que l'on raconte ?

## Couverture du livre français
L'image de couverture (illustrateur inconnu) représente une paire de mains squelettiques en train de jouer du piano, les 2 couleurs de cette illustration sont le rouge et le noir.

## Adaptation télévisée
Ce livre a bénéficié d'une adaptation télévisée dans la série télévisée Chair de poule. 

### Numérotation et titre
L'épisode est le 8e, diffusé lors de la première saison. Il a été diffusé pour la première fois aux États-Unis le 8 décembre 1995.
Le titre original de l'épisode est exactement le même que celui du livre, tout comme le titre français. 

### Différences roman / épisode
- Dans le livre, Jerry/Jérôme n'arrive pas à déterminer si la femme fantôme de sa maison est jeune ou vieille. Dans l'épisode, c'est clairement une vieille dame.
- La personnalité de Jerry/Jérôme est différente dans l'épisode. Dans le livre, Jerry/Jérôme est un farceur. Dans l'épisode, il a une personnalité hyperactive et prétend être un explorateur et a tendance à parler à la troisième personne.
- Plusieurs scènes avec la femme fantôme, y compris la scène où son visage fond, sont absentes de l'épisode.
- Dans l'épisode, le professeur Kord ne vient jamais chez Jerry/Jérôme pour ses cours, au lieu de cela, Jerry/Jérôme va directement à l'école du professeur Kord.
- Dans le livre, la voisine de Jerry/Jérôme, Kim, est supposée être asiatique, mais dans l'épisode, elle est curieusement décrite comme afro-américaine.
- Le cauchemar de Jerry/Jérôme dans lequel le professeur Kord le fait jouer de plus en plus vite jusqu'à ce que ses mains lui fassent mal est absent de l'épisode.
- Jerry/Jérôme ne rend jamais visite au psychiatre, le Dr Frye, dans l'épisode. En conséquence directe, le personnage est absent.
- Jerry/Jérôme n'est jamais vu dans l'atelier de Mr. Toggle dans l'épisode.
- Dans l'épisode, la femme fantôme était le professeur de piano stricte de Mr. Toggle. Dans le livre, la femme fantôme n'a pas d'histoire de fond, mais dans le Goosebumps Official Collector's Caps Book, il est dit que la femme fantôme était une jeune femme nommée Mara Klane, une élève du professeur Kord.
- Les motivations de Mr. Toggle sont légèrement différentes dans l'épisode. Dans le livre, il est plus dérangé, coupant les mains parfaites des autres pour les utiliser pour ses inventions afin de jouer de la belle musique. Dans l'épisode, il est établi qu'il utilise ces mains coupées pour jouer du piano parce qu'il était trop paresseux pour apprendre à jouer du piano lui-même.
- Dans le livre, les parents de Jerry/Jérôme ne voient jamais le fantôme qui hante le piano. Dans l'épisode, Mme Hawkins voit le fantôme sortir de l'école.
- Dans le livre, le professeur Kord pète les plombs parce que Jerry/Jérôme abandonne. Dans l'épisode, il devient furieux parce que Jerry/Jérôme ne prend pas ses leçons au sérieux.
- Alors qu'il poursuit Jerry/Jérôme, dans le livre, le professeur Kord n'arrête pas de dire à Jerry/Jérôme de revenir et qu'il ne peut pas s'éloigner de lui, alors que dans l'épisode, la seule chose qu'il dit est : "Des belles mains!".
- À la fin, il n'y a que le fantôme du professeur de piano de Mr. Toggle. Dans le livre, elle invoque les esprits des victimes de Mr. Toggle.
- De plus, au lieu de l'emmener vers un destin inconnu, elle le fait jouer du piano pour toujours en guise de punition pour avoir torturé Jerry/Jérôme.
- Le piano se trouve au sous-sol de la maison, pas au grenier, et le piano n'a pas été déplacé.
- Dans le livre, à chaque piano du sous-sol de l'école se trouve un robot professeur. Dans l'épisode, il n'y en a pas.
- Les deux déménageurs du piano du livre n'apparaissent pas du tout dans l'épisode.
- Dans l'histoire, le prénom de Mr. Toggle n'est pas révélé, dans l'épisode, son prénom est Andrew.